# Libanon i olympiska sommarspelen 1948
Libanon deltog i de olympiska sommarspelen 1948 med en trupp bestående av 8 deltagare. Ingen av landets deltagare erövrade någon medalj.